# نقد مارکسیسم
ایدئولوژی‌های گوناگون سیاسی به نقد مارکسیسم پرداخته‌اند.

## فلسفی-ایدئولوژیکی
سروش بیان داشته‌است که در مارکسیسم آنچه را که دیگران «دلیل» می‌خوانند، «علّت» شمرده می‌شود و اینچنین، ایدئولوژی مورد بی‌مهری قرار گرفت و گفته شد که ایدئولوژی خود تابعی از متغیرات طبیعی و غیرفکری است و بنابراین، فریب است، اصالتی ندارد و به تعبیر مارکس نسب ندارد، تاریخچه ندارد، از خودش نقشی ندارد و خود او فرمان‌بردار چیز دیگری است. به عبارت دیگر، ایدئولوژی، خودش یکی از حلقه‌های علل است نه از حلقه‌های دلیل؛ لذا در این مقام که رفتار آدمیان را (به عقیدهٔ مارکسیست‌ها) باید از روی «علل» پیش‌بینی کرد و ار روی آنها تفسیر نمود مارکسیسم با سایر ناتورالیست‌های قرن ۱۹ کاملاً هم‌قصه و همفکر بود.

## اقتصادی
اقتصاد مارکسیستی به دلایل متعددی مورد انتقاد قرار گرفته‌است. برخی منتقدان به تحلیل مارکسیستی سرمایه‌داری اشاره می‌کنند در حالی که دیگران استدلال می‌کنند که نظام اقتصادی پیشنهادی کمونیسم کارکردنی نیست.
مکتب اقتصاد اتریش از نظام اقتصادی مارکس به دلیل بنا شدن بر اساس نظریه کلاسیک ارزش کار انتقاد می‌کند. این مکتب استدلال می‌کند که این نظریهٔ بنیادین اقتصاد کلاسیک نادرست است، و ترجیح می‌دهد از نظریه ارزش مدرن و بعدی نظریه ذهنی ارزش که کارل منگر در کتاب اصول اقتصاد خود ارائه کرده استفاده کند. مکتب اتریشی در حمله به باور کلاسیک اقتصاد مارکسی به نظریه ارزش کار تنها نیست، آلفرد مارشال اقتصاددان انگلیسی می‌گوید، «درست نیست که چرخیدن کلاف در کارخانه … نتیجه کار کارگران است. این نتیجهٔ کار آنان به همراه کارفرما و مدیران تابع، و سرمایهٔ به کار بسته شده‌است.» مارشال به این اشاره می‌کند که سرمایه‌دار پولی را که می‌توانست مصرف کند برای سرمایه‌گذاری در کسب و کار، که نهایتاً کار تولید می‌کند فدا می‌کند. مارشال از طریق عرضه و تقاضا نظریه ارزش مارکسی را مورد حمله قرار داد. به گفتهٔ او قیمت یا ارزش نه تنها به‌وسیلهٔٔ عرضه بلکه همچنین با تقاضای مصرف‌کننده تأمین می‌شود. کار در قیمت مشارکت می‌کند ولی خواسته‌ها و نیازهای مصرف‌کنندگان نیز مشارکت می‌کنند. انتقال از کار به عنوان منبع همهٔ ارزش به ارزیابی‌های فردی «آفریننده ی» همهٔ ارزش نتیجه‌گیری‌های اقتصادی مارکس و برخی از نظریات وی را تضعیف می‌کند.
جان مینارد کینز داس کاپیتال را یک کتاب درسی منسوخ می‌داند که نه تنها از نظر علمی مغلوط است بلکه برای جهان مدرن نفع یا کاربردی ندارد.

## معرفت شناسانه
استدلال‌ها علیه مارکسیسم عمدتاً بر اساس استدلال معرفت‌شناسی است. به‌طور مشخص، منتقدان گوناگون اظهار داشته‌اند که مارکس و پیروان او رویکرد معیوبی به معرفت‌شناسی دارند.
بنا بر لشک کولاکوفسکی، قوانین دیالکتیک در بنیاد مارکسیسم اساساً معیوب است: «بعضی‌هایشان واقعیات بدیهی بدون محتوای مارکسیستی مشخص» اند، بقیه «دگم‌های فلسفی ای اند که از طریق ابزار علمی قابل اثبات نیستند،» در حالی که بقیه صرفاً «مهمل» اند. برخی «قانون» های مارکسیستی گنگند و می‌شود آنها را به نحو متفاوتی تفسیر کرد، ولی این تفاسیر عموماً ذیل یکی از دسته عیوب فوق می‌گنجند. به هر روی، رالف میلیبند پاسخ داد که درک کولاکوفسکی از مارکسیسم و رابطه اش با لنینیسم و استالینیسم معیوب بوده.
تامس سول اقتصاددان در سال ۱۹۸۵ نوشت: 
آنچه مارکس بدان دست یافت تولید جنان بینش جامع، دراماتیک و جالبی بود که قادر بود تناقضات تجربی، اثبات‌های منطقی باطل بودنش، و اثراتش در انحرافات اخلاقی بی شمار را تاب بیاورد. بینش مارکسی پیچیدگی عظیم جهان واقعی را گرفت و بخش‌هایش را به نحوی کنار هم گذاشت که از نظر فکری نشاط آور بود و چنان حس برتری اخلاقی القا می‌کرد که به مخالفان می‌شد به سادگی برجسب زد و به عنوان مردودین اخلاقی یا مرتجعین کور رد کرد. مارکسیسم ابزار قدرتمندی برای دراختیارگیری و حفظ قدرت سیاسی بود-و هست.
دانشگاهیان سرشناس بسیاری چون کارل پوپر، دیوید پریچیتکو، رابرت سی الن، و فرانسیس فوکویاما استدلال می‌کنند که بسیاری از پیش‌بینی‌های مارکس محقق نشده‌اند. مارکس پیش‌بینی که که دستمزدها کم خواهند شد و اقتصادهای سرمایه دارانه از بحران‌های اقتصادی بدترشونده رنج خواهند برد که به سرنگونی نهایی نظام سرمایه‌داری خواهد انجامید. انقلاب سوسیالیستی در پیشرفته‌ترین کشورهای سرمایه‌داری رخ خواهد داد و وقتی مالکیت جمعی ایجاد شود همه منابع تضاد طبقاتی محو خواهد شد. برخلاف پیش‌بینی‌های مارکس، انقلاب‌های کمونیستی در مناطق توسعه نیافته در آمریکای لاتین و آسیا و نه در کشورهای صنعتی شده مثل آمریکا یا بریتانیا رخ دادند.

پوپر استدلال کرده هر دو روش تاریخی و کاربردهای آن ابطال ناپذیر و نتیجتاً شبه‌علمی‌اند که صدق و کذب شان قابل اثبات نیستند: 
 نظریه مارکسی تاریخ، با وجود تلاش‌های جدی بعضی از مؤسسین و پیروانش، نهایتاً به این رسم پیشگویانه روی آورد. در بعضی از فرمولبندی‌های اولیه اش (برای مثال در تحلیل مارکس از مشخصه انقلاب اجتماعی آتی) پیش‌بینی‌هایشان قابل آزمودن، و در واقع ابطال شد. با این حال پیروان مارکس به جای پذیرش این ابطال‌ها نظریه و شواهد را از نو تفسیر کردند تا آن‌ها را با یکدیگر منطبق کنند. آنها بدین ترتیب نظریه را از ابطال نجات دادند؛ اما این کار را به بهای در اختیار گرفتن ابزاری انجام دادند که آن را ابطال نشدنی کرد. بدین ترتیب آنها به نظریه «چرخشی تعریفی» دادند؛ و با این حیله بسیاری از آنچه که به عنوان چیزی تبلیغ کرده بودند که جایگاهی علمی دارد را نابود کردند.

پوپر بر این اعتقاد بود که مارکسیسم در ابتدا علمی بوده، به این خاطر که مارکس اصول نظریه‌ای را پرداخته بود که واقعاً پیش‌بینی کننده بود. پوپر استدلال می‌کند که وقتی برای پیش‌بینی‌های مارکس شواهدی پیدا نشد، این نظریه با افزوده شدن فرضیاتی اد هوک که سعی می‌کردند آن را با واقعیات منطبق کنند نجات یافت. از این طریق، نظریه‌ای که ابتدائاً واقعا علمی بود به جزم‌اندیشی شبه علمی افول کرد. پوپر با ابطال ناپذیری کلی علوم اجتماعی موافق بود اما در عوض آن را به عنوان استدلالی علیه اقتصاد دستوری و ایدئولوژی‌های همه شمول تاریخ نگارانه به کار برد. پوپر توجه بسیاری بذل تجزیه و تحلیل رسم استفاده از دیالکتیک در دفاع از اندیشه مارکسی، که همان استراتژی به کار برده شده توسط وی.ای. لکتورسکی در دفاع او از مارکسیسم علیه نقدهای پوپر بود کرد. از جمله نتیجه‌گیری‌های پوپر این بود که مارکسیست‌ها دیالکتیک را به عنوان روشی برای به حاشیه رفتن و فرار از نقدها به کار می‌برند به جای این که واقعاً به آنها جواب بدهند یا بپردازند: 
 هگل فکر می‌کرد که فلسفه توسعه پیدا می‌کند؛ با این حال نظام خود او آخرین و بالاترین مرحله این توسعه است و قابل جایگزینی نیست. مارکسیست‌ها همان رویکرد را نسبت به نظام مارکسی اختیار کردند؛ یعنی رویکرد ضد دگماتیک مارکس فقط در نظریه و نه در رسم مارکسیسم ارتدکس وجود دارد و دیالکتیک در پی مثال ضد دورینگ انگلس، از سوی مارکسیست‌ها عمدتاً برای مقاصد دفاعیاتی - به منظور دفاع از نظام مارکسی دربرابر نقد-به کار می‌رود. به عنوان یک قاعده منتقدان به خاطر ناتوانی در درک دیالکتیک، یا علوم پرولتری، یا به خاطر خائن بودن محکوم می‌شوند. به لطف دیالکتیک رویکرد ضد دگماتیک محو شده و مارکسیسم خود را به عنوان دگماتیسمی تثبیت کرده که با استفاده خود از روش دیالکتیک، برای فرار از هر حمله دیگری به حد کافی وفق پذیر است. بدین ترتیب تبدیل به چیزی شده که آن را دگماتیسم تقویت شده نامیده‌ام.